# 日本科学振興協会
特定非営利活動法人日本科学振興協会（にほんかがくしんこうきょうかい、英:Japanese Association for the Advancement of Science, 略称:JAAS)は、科学の振興を目的とする団体。前身である日本版AAAS設立準備委員会をもとに、日本科学振興協会が設立された。

## 日本版AAAS設立準備委員会
- 2020年12月に日本版AAAS設立の趣旨が公表された[2]。
- 2021年2月1日に日本版AAAS設立準備委員会が発足した[3][4][5]。この設立準備委員会は法人が設立されたときに解消する予定である[6]。

- 委員長は馬場基彰（京都大学）及び小野悠（豊橋技術科学大学）の2人である[7]。

- 運営の理念として、多様性の尊重、科学の尊重、民主的な運営が掲げられている[8]。

- 運営スタイルとしては、インターネット会議システムを駆使するという特徴がある。
- 設立予定の法人名称は、日本科学振興協会である。
- 2021年11月13日に設立総会が開催された。
- 2021年12月1日に東京都へNPO法人設立が申請された[9]。
- 2022年2月9日にNPO法人設立認証がされた[10][9]。

## 日本科学振興協会

### 目的
定款に記載された目的は、「この法人は、科学に関わるあらゆる人々に対して、科学の振興に関する事業を行い、人類の福祉向上及び持続可能な社会の実現に寄与することを目的とする。」。

### 役員

#### 代表
代表理事および代表副理事は選挙で選任された理事から互選により選出される。

#### 第1期
- 第１期の理事、監事の任期は、2022年2月22日に法人が設立した日から、2022年6月30日まで4ヶ月間[12]
- 代表理事　小野 悠（豊橋技術科学大学）、馬場 基彰（京都大学）
- 副代表理事　加藤 奈々美（東京学芸大学）、諏訪 智巳（東北大学）、林 愛子（株式会社サイエンスデザイン）

#### 第2期
- 第2期の理事、監事の任期は、2022年7月1日から、2024年6月30日までの2年間[13]
- 代表理事　北原 秀治（東京女子医科大学）[14]、原山 優子（東北大学名誉教授）[15]
- 副代表理事　深澤 知憲（株式会社エマージングテクノロジーズ）、宮川 剛（藤田医科大学）
- 原山 優子が2023年11月で退任したため、副代表理事の深澤 知憲が代表理事に。あらたに副代表理事として太田 航（横浜市立大学）が就任した。

#### 第3期
- 第2期理事会において、第3期における理事数の削減等が承認され、理事総数は30人から7人へと減少した。
- 第3期の理事、監事の任期は、2024年7月1日から、2026年6月30日までの2年間
- 代表理事　北原 秀治（東京女子医科大学）、深澤 知憲（株式会社エマージングテクノロジーズ）

### 会員
会員には、正会員、賛助会員、及び、協賛会員の３種類がある。正会員および賛助会員は個人に限定されるのに対し、協賛会員は個人及び法人である。

### 主な活動経緯
- 登記申請の手続きが完了し、2022年2月22日にNPO法人日本科学振興協会が設立された[17]。
- 2022年3月20日に新規ウェブサイトが公表された[18]。
- 2022年3月21日に正会員の募集を開始した[18]。
- 2022年6月18日から24日に第１回総会・キックオフミーティングを開催[19]。6月18日及び19日は現地会場及びオンラインのハイブリッド開催（会場は、東京国際交流館、通称、プラザ平成（東京都江東区青海2丁目））。6月20日から24日はオンライン開催。実行委員長は北原秀治（東京女子医科大学）。
- 令和 5 年度科学技術週間の協力機関として登録。 イベント「科学のすそ野を広げるには？」を開催した。
- 2023年10月7日から13日に年次大会2023を開催[20]。10月7日から10月9日までは秋葉原UDXとオンラインでハイブリッド開催し、10月10日から13日まではオンライン開催した。キャッチコピーは「会いに行ける科学者フェス」。実行委員長は北原秀治（東京女子医科大学）、原山優子（東北大学名誉教授）
- 令和6年度科学技術週間の協力機関として登録。 合成生物学は、農業に何をもたらすか～合成生物学の世界大会iGEMから学ぶ～、JAAS環境カフェ、博士×こども　『一家に１枚』シリーズのしびれる面白さを博士と語る時間の三つのイベントを開催した。
- 2024年2月22日に研究評価に関するサンフランシスコ宣言（DORA）へ署名（NPO法人として設立2周年にあわせ本宣言への支持を表明。）
- 2024年7月24に「日本の研究力に求められるものはなにか？ ～科研費増額嘆願署名をきっかけに考える「日本の科学をもっと元気に！」を開催。

### 日本科学振興協会「第1回総会・キックオフミーティング」
NPO法人設立を記念して「第1回総会・キックオフミーティング」が、2022年6月18～24日に開催された。このイベントでの講演、シンポジウム、ワークショップでは、日本の科学を元気にするために必要と考えられるいくつかのテーマが提供され、対話がおこなわれた。一方、ポスターセッションでは、高校生の研究発表や、最先端の研究グループからの紹介、科学の仕組みに関する提案など、分野横断的で多種多様な発表がおこなわれた。科学に興味がある誰もが参加でき、また、研究者と政治・行政関係者との「対話」の機会を重視していることもこのイベントの特徴である。2日間は対面・オンラインのハイブリッド方式にて約300名、20～24日はオンライン方式で延べ3,000名以上の集客に成功し、このイベントが目指す「科学の祭典」としての第一歩を踏み出した。 実行委員長は北原 秀治（東京女子医科大学）、実行委員は太田 航（横浜市立大学）、諏訪 智巳（三菱電機株式会社）、野崎 光太（株式会社Srust）、林 愛子（株式会社サイエンスデザイン）、吉田 智美（筑波大学）。開会式のビデオメッセージでは桝太一（同志社大学…ハリス理化学研究所）も挨拶をした。シンポジウムには安宅和人（慶應義塾大学 環境情報学部，Z ホールディングス株式会社）、平将明（衆議院議員）、松尾泰樹（内閣府 科学技術・イノベーション推進事務局）らが参加した。

### 日本科学振興協会年次大会2023「会いに行ける科学者フェス」
日本科学振興協会年次大会2023「会いに行ける科学者フェス」は、2023年10月7-9日秋葉原UDX（ハイブリッド）にて、10日-13日、オンラインにて開催された（ニュース）。実行委員長は第１回総会・キックオフミーティングに引き続き北原秀治（東京女子医科大学）、原山優子（東北大学名誉教授）。開会のビデオメッセージには小林鷹之元内閣府特命担当大臣（科学技術・宇宙・経済安全保障）や盛山正仁文部科学大臣も登場した。基調講演には2015年ノーベル物理学賞受賞者の梶田隆章、シンポジウムにはシンポジウムには、衆議院議員の平将明、千葉工業大学学長の伊藤穰一、特定非営利活動法人産学連携推進機構理事長の妹尾堅一郎、株式会社デンソー取締役会長の有馬浩二らが参加した。また、「ムーンショット型研究開発制度」の研究代表者らの発表や、「ハンズオン企画」という子供も科学に触れる機会が作られた。

## 日本科学振興協会に関係する人物
- 阿形清和ー基礎生物学研究所　所長
- 磯谷桂介ー中部大学　副学長
- 大隅典子ー東北大学教授 　副学長
- 梶田隆章ー東京大学宇宙線研究所　教授
- 豊田長康ー鈴鹿医療科学大学　学長
- 永野博ー科学技術振興機構参与